# 斯托勒山
66°53′S 51°0′E / 66.883°S 51.000°E
斯托勒山（英語：Mount Storer）是南極洲的山峰，屬於圖拉山脈的一部分，處於哈維山東北面7公里，該山峰在1956年10月由澳大利亞的探險隊被發現，以無線電報員命名。